# Fuori (Gemitaiz)
Fuori è un singolo del rapper italiano Gemitaiz, pubblicato il 15 dicembre 2017 come secondo estratto dal terzo album in studio Davide.

## Tracce
Testi di Davide De Luca, musiche di Flavio Ranieri.
1. Fuori – 3:58

## Classifiche
| Classifica (2017) | Posizione massima |
| ----------------- | ----------------- |
| Italia            | 5                 |